# 피아노 소나타 2번 (베토벤)
《피아노 소나타 2번 가장조, 작품 번호 2-2》는 루트비히 판 베토벤에 의해 쓰인 피아노 소나타이다. 1796년에 출판되었고, 그의 스승인 요제프 하이든에게 헌정되었다.

## 개요
베토벤은 하이든의 제자가 되기 위해 1792년 11월에 고향 본을 떠나 빈에 도착했다. 하이든이 제자의 능력에 만족했던 것과는 대조적으로 베토벤은 스승의 지도에 불만을 품고 다음해인 1793년에 하이든의 문하를 뛰쳐나가 버린다. 이후 대위법을 전수한 요한 게오르크 알브레히츠베르거의 수하에서 수업을 마친 그는 1795년에 이 소나타를 완성하게 된다. 베토벤과 하이든의 사제 관계는 양호하다고는 말하기 어려운 것이었지만, 하이든이 영국 연주 여행에서 귀국한 1795년 가을, 베토벤은 칼 알로이스 폰 리히놉스키 공작의 저택에서 열린 연주회에 참석한 하이든 앞에서 그가 쓴 작품 번호 2의 세 개의 작품을 초연해 들려주었다. 1796년에 빈의 알탈리아에서 출판된 악보에는 하이든에의 헌사가 실려있었다.
작품 번호 2에 묶인 세 개의 피아노 소나타에서 베토벤은 처음으로 습작의 단계를 벗어난 성숙한 음악가로서의 모습을 드러내고 있는데, 파울 베커 등도 지적하고 있듯이 이것들에서는 이미 각 작품마다 다른 강한 개성으로 특징지어지고, 그 특유의 풍성한 음악성이 명료하게 드러나 있다. 2번 소나타는 작품 번호 2에서도 우미하고 명랑한 아름다움이 돋보이는 작품으로, 하이든의 양식을 차용하면서도 강약의 날카로운 대비나 전조의 묘 등에서 젊은 작곡자의 창의가 넘치고 있다. 도널드 프랜시스 토비는 "종악장은 제외하더라도, 이 소나타에서 이미 하이든이나 모차르트의 영역을 완전히 능가하고 있다"고 평했다.

## 악장 구성
작품은 4악장 형식을 따르고 있다:
1. Allegrovivace
2. Largoappassionato
3. Scherzo. Allegretto - Trio
4. Rondo. Grazioso

총 연주 소요 시간은 약 22분 정도이다.

### 제1악장 알레그로 비바체
2/4 박자, 가장조, 소나타 형식.
제1주제는 발랄한 옥타브와 날카로운 유니즌의 하강에 따른 응답에 의해 시작되고(악보1), 선적인 움직임에 의한 악절이 이어진다(악보2). 주제를 형성하는 명쾌한 구조는 작곡자의 높은 기술을 뒷받침하고 있다.
악보1
악보2
셋잇단음표가 뛰어오르는 경과를 거쳐, 제2주제가 마단조로 나온다(악보3). 토비는 이 부분에 대하여 다음과 같이 평하고 있다: "제1악장 제2주제의 시작 부분은 앞서 말한 화성 원리의 훌륭한 사례이다. (중략) 모든 음악을 통틀어서 보더라도, 베토벤의 제2기의 바야흐로 막이 올린 것으로 간주되는 《17번 소나타, 작품 번호 31-2 "템페스트"》에 이르기까지처럼 극적인 것은 또 없다."
악보3
이어 악보4와 같이 베토벤이 손가락 번호를 매긴 패시지가 나타나는데, 이 지시대로 연주하는 것은 거의 불가능하다. 헨레 판에서는 첫 악장의 84마디째부터 시작하는 지정된 부분을 모두 오른손으로 연주하는 것은 곤란하다며 손가락 번호 교정자 콘라트 한센의 (m.s.) 지시를 덧붙였다.
악보4
경과구의 음형이 다시 힘차게 주어지면 코데타이며, 마지막은 침착하게 제시부를 마치고 반복에 들어간다. 당시의 수준에 비추어보면, 대규모 전개부는 다장조로 시작하고, 오직 제1주제만 다루어진다. 전반에는 악보3의 반주 음형을 사이에 두고 고음 측과 저음 측에서 교대하면서 악보1이 연주되고, 늘임표에서 한 호흡 놓으면, 후반에는 악보2가 여러 성부에서 복잡하게 뒤섞인다. 이 뒷부분은 연주하기 매우 어렵다. 음량, 속도를 함께 떨어뜨려 늘임표로 구분하고, 포르테로 악보1을 연주해 재현부가 된다. 재현부는 정석대로 되어 있어, 가단조로 제2주제가 계속되면 경과부의 소재에 의한 코다에 의해서 안착되어도 좋은 최약음으로 악장을 끝낸다. 악장의 마지막에는 전개부 이후를 반복하도록 지시가 쓰여있지만, 이 반복은 생략되는 경우가 적지 않다.

### 제2악장 라르고 아파시오나토
3/4 박자, 라장조, 세도막 리트 형식.
첫머리의 발상 표기는 드문 조합이지만,  오키 마사오키가 작곡 당시의 "정열적으로"("Appassionato")라고 하는 단어가 나타내는 이미지를 본 악장의 곡상으로부터 상상하는 한편, 안드라스 쉬프는 여기에서 보여지는 인상의 불일치가 후년의 작품에서 보여지는 독일어에 의한 발상 표기나 메트로놈의 채용으로 이어지는 계기의 하나였다고 생각하고 있다. 실내악적인 4성체로 쓰여져, 낮은 현의 피치카토를 생각나게 하는 반주를 타고, 나머지 3성이 테누트로 부드러운 선율을 연주한다(악보5).
악보5
짧은 중간 에피소드를 사이에 두고 보례 5가 반복되며, 나단조로 악보6이 연주되면 중간부가 된다.
악보6
악보5가 회귀하여 3부가 되고, 같은 주제를 이용한 장대한 코다를 거쳐서 조용히 악장을 맺는다.

### 제3악장 스케르초. 알레그레토 - 트리오
3/4 박자, "가장조 - 가단조".
장르 일련번호가 매겨진 피아노 소나타에 있어서는, 처음으로 전통적인 미뉴에트로 변경, 스케르초가 놓여졌다. 주부는 경쾌한 주제에 의해 개시된다 (악보7).
악보7
주제에서 파생된 에피소드 외에 새로운 선율을 도입한 중간 악절을 두고 악보7이 반복되다 마지막에는 포르테시모로 힘차게 주부를 닫는다. 트리오에서는 가단조의 악보8이 연주되어 악장에 긴장감을 만들어 낸다.
악보8
전반을 반복하면 트리오 후반은 다장조로 돌아선 악보8부터 시작하지만, 곧 가단조로 돌아와 음량을 증대시키면서 결연한 끝을 맞이한다. 트리오의 후반 부분도 반복된 뒤 스케르초 다 카포가 된다.

### 제4악장 론도. 그라치오소
4/4 박자, 가장조, 론도 형식.
단지 우아할 뿐만 아니라 극적인 장면 전환을 갖춘 베토벤의 다면성을 보여주는 악장이다. 아르페지오의 상승에 이끌리는 밝은 주제로 시작된다(악보9).
악보9
돌체가 흐르는 듯한 추이를 거친 뒤 마장조의 아름다운 제2의 주제가 노래된다(악보10).
악보10
악보10이 조용해지면 론도 주제가 변주를 섞어서 재현된다. 갑작스럽게 가단조로 특징적인 리듬과 반음계적인 스타카토의 셋잇단음표로 이루어진 악보11의 주제가 나타난다. 토비가 "우박 폭풍"에 비유한 이 부분은 베토벤의 새로운 피아노 서법 및 그것에서 얻어진 표현력에 의해 실현 가능해졌다.
악보11
악보11에 이어지는 부분은 반복을 끼우며, 중간의 주구에서는 스타카토에서 레가토로의 지정 변경도 볼 수 있다. 마지막에는 스타카토 음형이 저음 측으로 내려가고 삼현하는 론도 주제에 접속된다. 론도 주제의 장식은 재현될 때마다 화려함을 더하고 있으며, 여기서의 주제 첫머리는 4옥타브를 넘는 스케일로 이루어져 있다. 경과부, 그리고 가장조의 악보10의 재현을 마치면, 다시 론도 주제로 돌아간다. 코다에서는 악보9에 더해 악보11로 분위기를 고조시키고, 마지막으로 다시 한번 론도 주제를 회상하여 평온함을 유지하면서 조용히 전곡을 마무리한다